# Monte Castello (Murge)
Monte Castello è il primo colle delle Murge del territorio della città di Villa Castelli in Provincia di Brindisi. È alto 270 metri e dalla sua vetta è possibile individuare il porto di Taranto, distante 25 km, e la costa del Mare Ionio.

## Risorse architettoniche

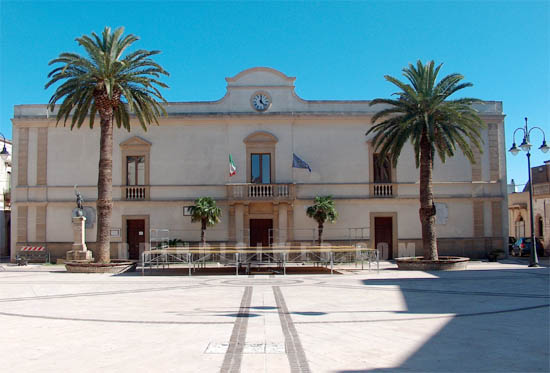
Municipio di Villa Castelli

Sul colle si sviluppa il centro del comune, originariamente di colore bianco per la pittura della fortificazione che lo sovrasta. È stato caratterizzato per tutto l'Ottocento da numerosi trulli di tipo Valle d'Itria, di cui oggi rimangono alcuni importanti esemplari. Ospita anche la cappella del SS. Crocefisso.

## Risorse naturali
Il colle è delimitato dalla gravina che funge da fossato naturale. Profonda ben 20 metri è oggi Giardino botanico comunale ed è oggetto di importanti lavori di recupero e valorizzazione della macchia mediterranea.